# まなび創造館
まなび創造館（まなびそうぞうかん）は、愛知県小牧市にある複合施設である。

## 概要
複合商業施設「ラピオ」内にある。施設内は「女性センター」と「スポーツセンター」の2つに分かれている。女性センターは、女性の社会進出や女性が抱える様々な問題に関する支援や啓発活動などを行なっている施設である。一方スポーツセンターは、市が運営するスポーツ関連の施設である。トレーニングジムやフィットネススタジオの他に、様々な室内スポーツが楽しめるスペースがある。

## 利用者数
1年間で女性センターの方は約5万1千人、スポーツセンターの方は約16万1千人の利用者があった（2006年（平成18年）度）。

## 所在地
- 愛知県小牧市小牧3丁目555番地（ラピオ5階）

## 交通手段
- 名鉄小牧線の小牧駅下車、徒歩で約3分。
- こまき巡回バスの「ラピオ前」停留所下車、徒歩ですぐ。
- ピーチバスの「小牧駅バスターミナル」停留所下車、徒歩で約3分。